# Peterson (Minnesota)
Peterson – miasto w Stanach Zjednoczonych, w stanie Minnesota, w hrabstwie Fillmore.